# Риса, Бирк
Бирк Риса (норв. Birk Risa; род. 13 февраля 1998 года, Ставангер, Норвегия) — норвежский футболист, защитник клуба «Нью-Йорк Сити».

## Клубная карьера
Родился в Ставангере, футболом начал заниматься на родине. В 2013 году присоединился к академии клуба «Саннес Ульф». В начале следующего года проходил просмотр в лондонском «Арсенале», а летом подписал трёхлетний контракт с клубом Бундеслиги «Кёльн». Начиная с 2017 года выступал за вторую команду клуба в Региональной лиге. За основу дебютировал 10 декабря в матче против «Фрайбурга», заменив на 72-й минуте Константина Рауша.
В марте 2018 года вернулся в Норвегию, подписав четырёхлетний контракт с клубом «Одд». Дебютировал 2 апреля в игре с «Русенборгом», выйдя в стартовом составе. Первыми результативными действиями отметился 18 апреля, оформив хет-трик из голевых передач в матче Кубка Норвегии против «Скарпедина». Первый гол забил 16 мая в ворота «Саннефьорда».
6 октября 2020 года перешёл в «Молде», подписав трёхлетний контракт. Дебютировал 25 октября, выйдя в стартовом составе на матч против «Стрёмсгодсета». Первым результативным действием отметился 1 ноября, отдав пас на победный гол Леке Джеймса в ворота «Мьёндалена». 26 ноября дебютировал в еврокубках, выйдя в стартовом составе на матч группового этапа Лиги Европы против «Арсенала». 3 декабря в матче против «Дандолка» оформил дубль из ассистов. Первый гол забил 16 декабря 2021 года в ворота «Сарпсборг 08», заменив на 80-й минуте Кристоффера Хаугена.
17 июля 2023 года переехал за океан, подписав с «Нью-Йорк Сити» двухлетний контракт с опцией продления на год. Дебютировал 21 августа в матче против «Миннесота Юнайтед», выйдя в старте. Первым результативным действием отметился 31 августа, отдав передачу на гол Монсефа Бакрара.

## Карьера в сборной
Выступал за национальные сборные разных возрастов. В составе сборной до 17 лет участвовал в квалификации к Евро 2015, отличился забитым голом в ворота сборной Англии. За сборную до 19 лет дебютировал в первом матче отбора к Евро 2017 против сборной Сан-Марино, оформив пента-трик. В составе молодёжной сборной участвовал в квалификации к Евро 2019 и квалификации к Евро 2021.

## Достижения
«Молде»
- Чемпион Швеции: 2022
- Обладатель Кубка Швеции: 2020/21, 2022/23